# Thereva stigmatica
Thereva stigmatica är en tvåvingeart som beskrevs av Krober 1912. Thereva stigmatica ingår i släktet Thereva och familjen stilettflugor. Inga underarter finns listade i Catalogue of Life.